# Meridarchis
Meridarchis is een geslacht van vlinders van de familie Carposinidae, uit de onderfamilie Millieriinae.

## Soorten
- M. alta Diakonoff, 1967
- M. anisopa Diakonoff, 1954
- M. bifracta Diakonoff, 1967
- M. bryodes Meyrick, 1907
- M. bryonephela Meyrick, 1938
- M. caementaria Meyrick, 1911
- M. capnographa Diakonoff, 1954
- M. celidophora Bradley, 1962
- M. concinna Meyrick, 1913
- M. cosmia Diakonoff, 1954
- M. creagra Diakonoff, 1949
- M. crotalus Diakonoff, 1989
- M. cuphoxylon Diakonoff, 1954
- M. chionochalca Diakonoff, 1954
- M. drachmophora Diakonoff, 1950
- M. ensifera Diakonoff, 1950
- M. episacta Meyrick, 1906
- M. erebolimnas Meyrick, 1938
- M. eremitis (Meyrick, 1905)
- M. excisa (Walsingham, 1900)
- M. famulata Meyrick, 1913
- M. globifera Meyrick, 1938
- M. globosa Diakonoff, 1954
- M. goes Diakonoff, 1954
- M. heptaspila Meyrick, 1930
- M. isodina Diakonoff, 1989
- M. jumboa Kawabe, 1980
- M. longirostris (Hampson, 1900)
- M. luteus (Walsingham, 1897)
- M. melanantha Diakonoff, 1954
- M. melanopsacas Diakonoff, 1954

- M. merga Diakonoff, 1989
- M. mesosticha Bradley, 1965
- M. monopa Diakonoff, 1948
- M. niphoptila Meyrick, 1930
- M. octobola Meyrick, 1925
- M. oculosa Diakonoff, 1954
- M. oxydelta Diakonoff, 1967
- M. pentadrachma Diakonoff, 1954
- M. phaeodelta Meyrick, 1906
- M. picroscopa Meyrick, 1930
- M. pseudomantis Meyrick, 1920
- M. pusulosa Diakonoff, 1949
- M. regalis Mey, 2007
- M. reprobata Fletcher & Surat, 1920
- M. scyrodes Meyrick, 1916
- M. scythophyes Diakonoff, 1967
- M. theriosema Meyrick, 1928
- M. trapeziella Zeller, 1867
- M. tristriga Diakonoff, 1952
- M. unitacta Diakonoff, 1970